# Игуапи
Игуапи (порт. Iguape) — муниципалитет в Бразилии, входит в штат Сан-Паулу. Составная часть мезорегиона Южное побережье штата Сан-Паулу. Входит в экономико-статистический микрорегион Режистру. Население составляет 28 782 человека на 2006 год. Занимает площадь 1 980,916 км². Плотность населения — 14,5 чел./км².

## История
Город основан 3 декабря 1538 года.

## Статистика
- Валовой внутренний продукт на 2003 составляет 129.986.351,00 реалов (данные: Бразильский институт географии и статистики).
- Валовой внутренний продукт на душу населения на 2003 составляет 4.615,99 реалов (данные: Бразильский институт географии и статистики).
- Индекс развития человеческого потенциала на 2000 составляет 0,757 (данные: Программа развития ООН).